# Lucas Hägg-Johansson
Åke Hugo Lucas Hägg-Johansson (11 luglio 1994) è un calciatore svedese, portiere dell'Elfsborg.

## Carriera

### Club
Cresciuto nel quartiere di Riseberga a Malmö, ha svolto la trafila delle giovanili tra Husie IF e FC Rosengård, due squadre della periferia cittadina, prima di passare al Kalmar nel 2012.
Nel 2014 Hägg-Johansson è passato in prestito dal Kalmar all'Oskarshamns AIK, squadra militante nel campionato di Division 1 ovvero la terza serie nazionale. L'accordo è stato poi esteso anche a tutta la stagione 2015.
Durante la stagione 2016 è stato riserva di Ole Söderberg per tutto l'anno, ad eccezione di una partita di Coppa di Svezia e della 18ª giornata di campionato, quando il Kalmar ha pareggiato in casa per 1-1 contro i futuri campioni nazionali del Malmö FF, squadra di cui Hägg-Johansson è dichiaratamente tifoso.
Dalla 5ª giornata dell'Allsvenskan 2017, Hägg-Johansson ha preso il posto dell'infortunato Söderberg. Egli tuttavia è rimasto portiere titolare anche dopo il rientro del compagno di squadra, superandolo nelle gerarchie dell'allenatore Nanne Bergstrand. È rimasto il portiere titolare del Kalmar fino al termine dell'Allsvenskan 2021 quando, in scadenza di contratto, ha lasciato la squadra.
La sua carriera è poi proseguita con la sua prima parentesi all'estero, avendo firmato nel gennaio del 2022 un accordo di un anno e mezzo con i danesi del Vejle. Nella rimanente parte di stagione 2021-2022 ha giocato solo l'ultima giornata del raggruppamento play-out, incontro pressoché ininfluente poiché la squadra era ormai retrocessa dalla Superligaen. Nella 1. Division 2022-2023 Hägg-Johansson ha iniziato titolare nelle prime giornate, per poi alternarsi con l'altro portiere Nathan Trott. Nella seconda parte del torneo, fintanto che è rimasto in rosa, ha sempre fatto la riserva dello stesso Trott. In totale, le presenze in quel campionato sono state dodici.
Nel giugno del 2023 ha lasciato la Danimarca per tornare in Svezia, accordandosi con il Brommapojkarna che aveva appena rescisso con il portiere di riserva Oscar Linnér. Dopo poche settimane ha temporaneamente scalzato il diciottenne Filip Sidklev dal ruolo di portiere titolare, ma dopo sette partite è tornato ad esserne la riserva. Nella stagione 2024 ha inizialmente ricoperto il ruolo di terzo portiere, per poi scendere in campo in nove partite nel finale di campionato.
Prima dell'inizio del campionato 2025 si è trasferito all'Elfsborg con un accordo biennale.

### Nazionale
Ha giocato nelle nazionali giovanili svedesi Under-17 ed Under-19.